# Friedhof (Frohnhofen)

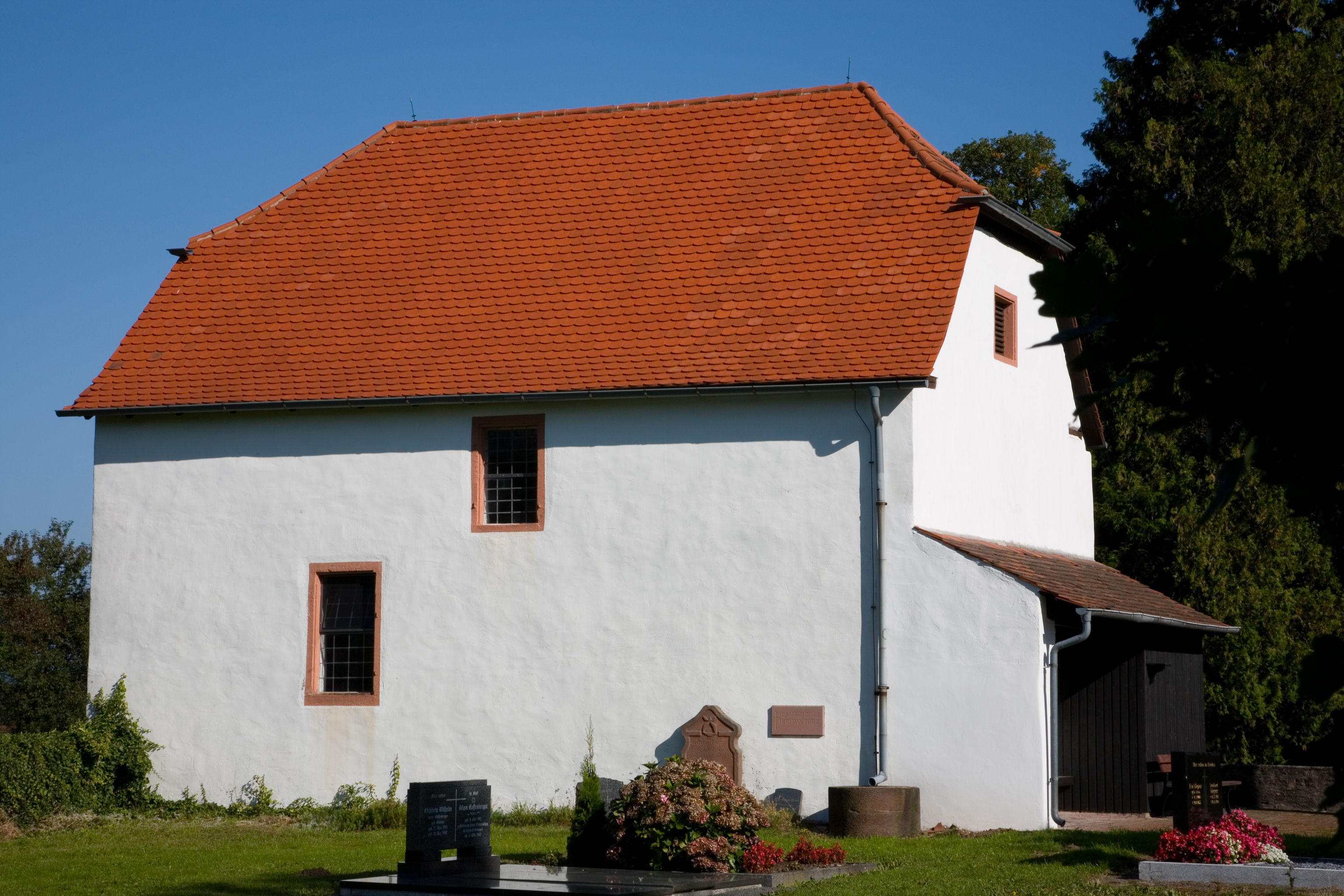
Friedhofskapelle in Frohnhofen

Der Friedhof von Frohnhofen, einem Ortsteil der Gemeinde Reichelsheim im Odenwaldkreis in Hessen, diente einst als Friedhof für elf Gemeinden des Kirchspiels Reichelsheim.

## Geschichte
Der auf dem Leimberg gelegene Friedhof wurde von den elf Gemeinden des Kirchspiels Reichelsheim genutzt. Der nahe Ort Frohnhofen, auf dessen Gemarkung der Friedhof heute liegt, ist seit 1307 belegt und war im Besitz der Schenken und späteren Grafen von Erbach, die das Patronatsrecht im Kirchspiel besaßen. 1592 wurde eine Friedhofskapelle errichtet, die 1722 erneuert wurde. Der Friedhof verlor seine Bedeutung mit der Errichtung des neuen Friedhofs an der Laudenauer Straße. Die denkmalgeschützte Friedhofskapelle wurde 1964/65 in wenig sachgemäßer Weise renoviert.
Die Kapelle hat einen freistehenden Glockenstuhl, in dem sich die alte Vaterunser-Glocke von 1446 aus der evangelischen Kirche in Reichelsheim befindet. Ein alter Grabstein von 1775 an der Außenwand der Kapelle ist das einzige erhaltene ältere Grabmonument des Friedhofs.